# Pierre d'Englisberg
Pierre d’Englisberg, né vers la fin des années 1470 et mort à Fribourg le 28 février 1545, fut chevalier des hospitaliers de l’ordre de Saint-Jean de Jérusalem. Il combattit les Turcs à Rhodes et fut préposé à plusieurs commanderies de Saint-Jean en Suisse occidentale. Par sa longévité, sa piété et sa fortune, il fut le plus important commanditaire d’œuvres d’art religieux fribourgeois de la première moitié du XVIe siècle.

## Biographie
Pierre d’Englisberg, entré dans l’ordre des chevaliers de Saint-Jean par tradition familiale en 1498, séjourna cinq ans au « Couvent » de Rhodes (1498-1504). S'étant battu au Proche-Orient contre les Turcs, il put se prévaloir d’une ancienneté qui lui permettait de prétendre à une commanderie. Il arrivait souvent que plusieurs maisons soient attribuées à un même commandeur qui n’y résidait généralement pas ; aussi Englisberg a-t-il été titulaire de la commanderie Saint-Jean de Fribourg et ce celle de Hohenrain vers 1504, puis il obtient Bâle, Reiden, et Rheinfelden, en 1507 Münchenbuchsee, enfin Thunstetten en 1518.
Pierre d’Englisberg est cité au couvent de Rhodes en 1514 et alterne dès lors les séjours au Proche-Orient et dans ses commanderies en Suisse occidentale. Après la chute de Rhodes en décembre 1522, les gouvernements cantonaux apprécient peu la fuite de capitaux que représentent les contributions annuelles versées par les commanderies à leur Ordre. En 1523 et 1526, ces pensions sont même interdites par le Conseil de Berne. Ce gouvernement ayant adopté la Réforme en 1528, Berne signe en 1529 un contrat avec Englisberg stipulant que les commanderies de Münchenbuchsee et de Thunstetten reviennent à l’État. Le chevalier conserve cependant celle de Fribourg jusqu’à sa mort. Bon Bernois quand il le fallait, mais bon catholique à Fribourg, il a pu être considéré comme un personnage ambigu, représentatif d’une époque de transition. Comme de nombreux autres chevaliers ne respectant pas leur vœu de chasteté, il eut au moins deux enfants naturels. En dépit de son vœu de pauvreté, il se signale également par d’importants moyens pécuniaires, qu'il consacre cependant à la commande artistique. Sa commanderie de Fribourg, bien que n’étant pas la plus importante, a été particulièrement bien dotée. Il y fait ériger au début du XVIe siècle un chemin de croix en sept stations, partant du cimetière de l’église de la commanderie jusqu’à la chapelle de Bourguillon. Ce chemin de croix était l’imitation de celui de Rhodes, qui lui-même reproduisait les mesures prises à Jérusalem.
En 1514, Pierre d’Englisberg finance un nouveau retable pour le maître-autel de l’église Saint-Jean de la commanderie de Fribourg. Les volets peints en sont signés et datés Hans Fries 1514 (aujourd’hui au Kunstmuseum de Bâle), tandis que les éléments sculptés sont attribuables à l’atelier de Martin Gramp.
Par ailleurs, ce commandeur fait également ériger vers 1514 un petit retable dans la chapelle Sainte-Anne, annexe de l'église Saint-Jean de la commanderie de Fribourg, et construite comme ossuaire en 1511-1512. Cette chapelle subit une importante rénovation en 1523. Un nouveau retable intègre une statue de sainte Anne en terre cuite, de 1514, à un ensemble de sculptures en bois attribuées à l’atelier de Hans Geiler. Les deux volets, peints par Hans Boden et Wilhelm Ziegler et datés 1523 sont aujourd’hui au Musée d'art et d'histoire de Fribourg.
À la fin des années 1520, il fait réaliser pour l’autel Saint-Martin de cette même église Saint-Jean un nouveau retable, à ses armes, orné de sculptures attribuées à l’atelier de Hans Geiler. Puis, vers 1530, on lui doit encore un extraordinaire crucifix monolithique attribué à l’atelier de Hans Gieng.
Son monument funéraire se trouve dans le chœur de l’église Saint-Jean. Durant la seconde moitié du XIXe siècle, la moitié inférieure du relief, sans doute très endommagée, a été supprimée, ce qui a transformé ce monument en portrait à mi-corps.

## Sources
- Ivan Andrey, « Le commandeur Pierre d’Englisberg. Rhodes à Fribourg », dans Patrimoine fribourgeois n° 20 (revue du Service des Biens culturels, Fribourg), septembre 2014. Numéro consacré à la commanderie de Saint-Jean de Jérusalem à Fribourg, avec des articles de Peter Ziegler, François Guex, Gilles Bourgarel, Ivan Andrey, Chantal Camenisch, Aloys Lauper, Laurence Cesa, Lisa-Marie Wittler, Claude Castella, Raoul Andrey, Frédéric Arnaud et Yves Eigenmann, 140 p.
- Christoph Maier, « Englisberg, Pierre d’ » dans le Dictionnaire historique de la Suisse en ligne, version du 28 octobre 2004.